# Kaneelstaartgors
De kaneelstaartgors (Peucaea sumichrasti) is een vogelsoort uit de familie Passerellidae.

## Verspreiding en leefgebied
Deze soort is endemisch in zuidwestelijk Mexico.

## Status
Het leefgebied van deze gors, die een klein en verbrokkeld verspreidingsgebied heeft, wordt bedreigd door infrastructurele werken. Daarom heeft de vogel de status gevoelig.